# Кужаков Мурат Галлямович
Мурат Галлямович Кужаков (10 березня 1904 — 3 листопада 1986) — командир шабельного відділення 58-го гвардійського кавалерійського полку 16-ї гвардійської кавалерійської дивізії, (112-а Башкирська кавалерійська дивізія 7-го гвардійського кавалерійського корпусу Центрального фронту), гвардії старший сержант, Герой Радянського Союзу.

## Біографія
Мурат Галлямович Кужаков народився 10 березня 1904 року в селі Старомурапталово нині Куюргазинського району Башкортостану в селянській родині.
Башкир. У 1926 році закінчив початкову школу, працював у колгоспі бригадиром будівельників.
В Червону армію призваний в січні 1942 рокуКуюргазинським райвійськкоматом Башкирської АРСР. У боях Другої світової війни з квітня 1942 року.
Гвардії старший сержант Кужаков М.Г. відзначився 27 вересня 1943 року в бою за переправу річки Дніпро.
Після війни відважний воїн-кавалерист демобілізований. Жив у селі Якупово Кумертауського району Башкирської АРСР, до 1959 року працював в колгоспі.
Помер 3 листопада 1986 року. Похований в селі Старомурапталово Куюргазинського району Башкортостану.

## Подвиг
«Командир шабельного відділення 58-го гвардійського кавалерійського полку (16-а гвардійська кавалерійська дивізія, 7-й гвардійський кавалерійський корпус, Центральний фронт) гвардії старший сержант Кужаков М.Г. в ніч на 27 вересня 1943 року з відділенням переправився через річку Дніпро в районі села Нивки Брагінського району Гомельської області Білорусі і вступив у бій за плацдарм. Залишившись удвох з товаришем, вони зуміли пробитися з оточення і з'єдналися з ескадроном».
Указом Президії Верховної Ради СРСР від 15 січня 1944 року за зразкове виконання завдань командування і проявлені мужність і героїзм у боях з німецько-фашистськими загарбниками гвардії старшому сержантові Кужакову Мурату Галлямовичу присвоєно звання Героя Радянського Союзу з врученням ордена Леніна і медалі «Золота Зірка» (№ 3398).

## Пам'ять
В селі Старомурапталово Герою Радянського Союзу М.Г. Кужакову встановлено пам'ятник.

## Нагороди
- Медаль «Золота Зірка» Героя Радянського Союзу (15.01.1944).
- Орден Леніна.
- Орден Вітчизняної війни 1-го ступеня (06.04.1985).
- Медалі.